# Município de Liberty (condado de Licking, Ohio)
O município de Liberty (em inglês: Liberty Township) é um município localizado no condado de Licking no estado estadounidense de Ohio. No ano de 2010 tinha uma população de 2.360 habitantes e uma densidade populacional de 34,75 pessoas por km².

## Geografia
O município de Liberty encontra-se localizado nas coordenadas 40° 09′ 53″ N, 82° 37′ 35″ O. Segundo o Departamento do Censo dos Estados Unidos, o município tem uma superfície total de 67.92 km², da qual 67.59 km² correspondem a terra firme e (0.49%) 0.33 km² é água.

## Demografia
Segundo o censo de 2010, tinha 2.360 habitantes residindo no município de Liberty. A densidade populacional era de 34,75 hab./km². Dos 2.360 habitantes, o município de Liberty estava composto pelo 97.75% brancos, o 0.34% eram afroamericanos, o 0.13% eram amerindios, o 0.13% eram asiáticos, o 0.17% eram insulares do Pacífico, o 0.17% eram de outras raças e o 1.31% pertenciam a dois ou mais raças. Do total da população o 1.48% eram hispanos ou latinos de qualquer raça.